# 新拟尖叶瘿螨属
新拟尖叶瘿螨属（学名：Neoacaphyllisa）为瘿螨科的一个属。

## 下级分类
本属包括以下物种：
- 椆新拟尖叶瘿螨 Neoacaphyllisa lithocarpi Kuang et Hong
- 腺叶桂樱新拟尖叶瘿螨 Neoacaphyllisa phaeosticta [1]